# Surinaamse parlementsverkiezingen 2010/Kandidatenlijst/NF
Dit is de lijst van kandidaten voor de Surinaamse parlementsverkiezingen 2010 van de combinatie Nieuw Front. De verkiezingen vonden plaats op 25 mei 2010. De landelijke voorzitter en presidentskandidaat was Ronald Venetiaan.
De onderstaande deelnemers kandideerden op grond van het districten-evenredigheidsstelsel voor een zetel in De Nationale Assemblée. Elk district had een eigen lijsttrekker. Los van deze lijst vonden tegelijkertijd de verkiezingen van de ressortraden plaats. Daarvoor gold het personenmeerderheidsstelsel. De kandidaten voor de ressortraden staan hieronder niet genoemd. Nieuw Front deed in alle tien districten mee aan de verkiezingen.

## Verdeling per partij
| Partij                                    | Stemmen | Zetels  | Kandidaten | Districten |
| ----------------------------------------- | ------- | ------- | ---------- | ---------- |
| Vooruitstrevende Hervormings Partij (VHP) |         | 8 / 51  |            | / 10       |
| Nationale Partij Suriname (NPS)           |         | 4 / 51  |            | / 10       |
| Democratisch Alternatief '91 (DA'91)      | 3.743   | 1 / 51  | 2 / 51     | 1 / 10     |
| Surinaamse Partij van de Arbeid (SPA)     | 2.003   | 1 / 51  | 6 / 51     | 5 / 10     |
| Totaal Nieuw Front:                       |         | 14 / 51 | 51         | 10 / 10    |

## Lijsten
Hieronder volgen de kandidatenlijsten op alfabetische volgorde per district.

### Brokopondo: 294
1. Rasida J. Amoko (NPS): 77
2. Saskia P. Jonas (SPA): 56
3. Aloysius V. Aside (NPS): 161

### Commewijne: 4.363
1. Sheilendra Moekesh Hemantkoemar Girjasing (VHP): 2.199
2. Adhir Dhiradj Soekhai (VHP): 60
3. Remi W. Pollack (NPS): 1.906
4. Eddy Ngatemin Kasanradji (SPA): 198

### Coronie: 423
1. Frankel R. Brewster (NPS): 314
2. Ricardo M. Vriesde (NPS): 109

### Marowijne: 583
1. David M. Koina (NPS): 257
2. Willem A.J. Wilson (NPS): 153
3. Joan H. Grep (NPS): 173

### Nickerie: 4.789
1. Kaulessar Matai (VHP): 256
2. Carmelita Ferreira (NPS): 1.197
3. Shradhanand Manna (VHP): 497
4. Azeez G.M. Khodabaks (VHP): 94
5. Lekhram Soerdjan (VHP): 2.745

### Para: 2.099
1. Patrick Ciciel Kensenhuis (NPS): 1.431
2. Melvin F. Mackintosh (NPS): 286
3. Melissa Yvonne Inge (SPA): 382

### Paramaribo: 38.760
1. Ronald Runaldo Venetiaan (NPS): 12.417
2. Ganeshkoemar Kandhai (VHP): 9.406
3. Ruth Jeanette Wijdenbosch (NPS): 1.948
4. Guno Henry George Castelen (SPA): 437
5. Winston Jessurun (DA'91): 415
6. Arthur Harry Souw Joe Tjin-A-Tsoi (NPS): 906
7. Mahinderpersad Rathipal (VHP): 828
8. Hesdy Pigot (NPS): 105
9. Ruth E.F. Renfurm-Coutinho (NPS): 2.716
10. Lloyd H.F. Read (SPA): 381
11. Patricia Nancy Etnel (NPS): 656
12. Roseline A. Daan (NPS): 281
13. Rabia Z. Mohab Ali-Ghafoerkhan (VHP): 148
14. Ricardo Otto van Ravenswaay (DA'91): 3.328
15. Roderik K.E. Hewitt (NPS): 51
16. Willem J. Bakker (NPS): 178
17. Dewanchandrebhose Sharman (VHP): 4.559

### Saramacca: 2.962
1. Mahinderkoemar Jogi (VHP): 1.751
2. Reshmadevi Soekhoe-Girdhari: 105
3. Tineswar Gangaram-Panday (NPS): 1.106

### Sipaliwini: 837
1. Norman J. Banai (NPS): 434
2. Humbert C. Amania (NPS): 115
3. Johan R. Lugard: 221
4. Sonja Taloekaidoe (NPS): 67

### Wanica: 19.991
1. Radjkoemar Randjietsingh (VHP): 1.465
2. Asiskumar Gajadien (VHP): 780
3. Orpheu L.V. Marengo (NPS): 1.732
4. Maaltie S. Ashim-Sardjoe (VHP): 830
5. Marcia R. Clumper (SPA): 549
6. Kirankoemar S. Oedit: 219
7. Chandrikapersad Santokhi (VHP): 14.416

MC (PALU) · 
NF · 
A-combinatie
Kandidaten per district: Brokopondo · 
Commewijne · 
Coronie · 
Marowijne · 
Nickerie · 
Para · 
Paramaribo · 
Saramacca · 
Sipaliwini · 
Wanica